# Moisés Pachón
Moisés Pachón (Bogotá, Cundinamarca, Colombia; 1 de octubre de 1956) es un exfutbolista y entrenador colombiano que se desempeñó como lateral y jugó en Independiente Santa Fe, Deportivo Cali, Millonarios, y en Deportivo Pereira. Con Santa Fe, Pachón fue campeón del Fútbol Profesional Colombiano en el año 1975. Además, el bogotano jugó con la Selección Colombia las eliminatorias a la Copa Mundial de Fútbol de 1982. Pachón es considerado uno de los mejores laterales de la historia de Santa Fe. Además, su hermano Efraín Pachón fue presidente de Independiente Santa Fe entre 1986 y 1989.

## Trayectoria

### Inicios
Moisés Pachón nació en la ciudad de Bogotá, la capital de Colombia. En las canchas de su barrio, el Samper Mendoza; empezó a jugar al fútbol. Siendo un niño nada más, Moisés ingresó a las divisiones inferiores de Independiente Santa Fe. 

### Independiente Santa Fe
Después de haber jugado por varios años en las divisiones inferiores, Pachón debutó como profesional con la camiseta de Santa Fe en el año 1973 en un partido amistoso contra un equipo del fútbol de Polonia. En 1974, el bogotano jugó algunos partidos con el equipo cardenal. Un año después, en 1975; el bogotano tuvo un gran año, ya que se convirtió en titular con la llegada del entrenador chileno Francisco "Pancho" Hormázabal, y jugó muy buenos partidos. Al final de aquel año, Santa Fe se coronó campeón del Fútbol Profesional Colombiano, y Moisés destacó en una nómina con grandes jugadores como los colombianos Alfonso Cañón, Ernesto "Teto" Díaz, Héctor Javier Céspedes, Alonso "Cachaco" Rodríguez, y los argentinos Juan Carlos "Nene" Sarnari y Carlos Alberto Pandolfi. De esta manera, Pachón entró en la historia del equipo cardenal. En el año 1976, el equipo albirrojo de la ciudad de Bogotá, jugó la Copa Libertadores de América; y Pachón fue uno de los jugadores destacados en el torneo internacional en el que se ganó un Clásico bogotano contra Millonarios. Entre las temporadas de 1977 y 1978, el equipo cardenal tuvo buenas campañas y tuvo a Pachón entre los más destacados dentro de la nómina. En 1979, Santa Fe tuvo una buena temporada y terminó el campeonato como subcampeón. En ese año, el lateral nacido en Bogotá fue una de las figuras del equipo. En ese año, Moisés terminó su exitosa etapa en Santa Fe, equipo con el que se coronó campeón del Fútbol Profesional Colombiano. 

### Deportivo Cali
Luego de una exitosa etapa jugando con Independiente Santa Fe, en el año 1980, Moisés se fue a jugar al Deportivo Cali. En el equipo "Azucarero" del departamento del Valle del Cauca, se convirtió en un jugador destacado, gracias a sus buenos partidos. En el año 1981, tuvo su mejor año en el equipo caleño, ya que fue uno de los mejores jugadores de la nómina del equipo que llegó a las semifinales de la Copa Libertadores de América. Luego de tener buenos partidos con la camiseta del Cali, se fue a jugar a Millonarios. 

### Millonarios
Después de haber jugado buenos partidos con el Deportivo Cali, Moisés vuelve a su natal Bogotá en el año 1982, pero para jugar esta vez en Millonarios. Con el equipo "Embajador", el bogotano jugó varios partidos y demostró sus buenas condiciones. En el equipo bogotano, estuvo hasta finales del año 1983. 

### Deportivo Pereira
En el año 1984, el lateral bogotano se fue a jugar al Deportivo Pereira, luego de un año jugando con Millonarios. En el equipo risaraldense, no tuvo muchas oportunidades por lo que a mitad del año 1985 regresó a Independiente Santa Fe. 

### Regreso a Santa Fe y retiro
A mediados del año 1985, Moisés regresó a jugar a Independiente Santa Fe. En su regreso al equipo cardenal, volvió a ser un jugador importante; y junto a su compañero y amigo Ernesto "Teto" Díaz. En el año 1987, Santa Fe tuvo una buena campaña y terminó cuarto en el campeonato; y Moisés fue uno de los destacados dentro de la nómina del equipo. A finales del año 1987, Moisés se retiró del fútbol profesional luego de haber tenido una exitosa carrera siendo campeón con Santa Fe y jugó con la Selección Colombia. 

### Selección Colombia
Gracias a los buenos partidos con la camiseta del Deportivo Cali, Moisés fue convocado a la Selección Colombia por el argentino Carlos Salvador Bilardo. Con la selección, el bogotano jugó varios partidos amistosos y las eliminatorias a la Copa Mundial de Fútbol de 1982. 

### Carrera como entrenador
Cuándo se retiró del fútbol profesional, Moisés fue a Europa, donde hizo un curso de entrenador de futbol pasando por países como Italia y España. Como entrenador, dirigió a Once Caldas de Manizales en 1990, después pasó por Millonarios en 1992 y sufrió la máxima goleada en la historia del Clásico bogotano; Santa Fe le ganó 7-3 al equipo "Embajador" y en 1993 dirigió al Cúcuta Deportivo. También tuvo una buena labor en las divisiones inferiores de Independiente Santa Fe, y como asistente en el ACD Lara de Venezuela.

## Clubes
| Club              | País     | Año                   |
| ----------------- | -------- | --------------------- |
| Santa Fe          | Colombia | 1974-1979 y 1985-1987 |
| Deportivo Cali    | Colombia | 1980-1981             |
| Millonarios       | Colombia | 1982-1983             |
| Deportivo Pereira | Colombia | 1985                  |

## Estadísticas como entrenador
| Millonarios · Colombia | 1.ª   | 1992  | 6 | 1 | 2 | 3 | - | - | - | - | - | - | - | - | 6 | 1 | 2 | 3 | 27.78% |
| Millonarios · Colombia | Total | Total | 6 | 1 | 2 | 3 | 0 | 0 | 0 | 0 | 0 | 0 | 0 | 0 | 6 | 1 | 2 | 3 | 27.78% |
| 1. 2.                  |       |       |   |   |   |   |   |   |   |   |   |   |   |   |   |   |   |   |        |

## Palmarés

### Campeonatos nacionales
| Título           | Club     | País     | Año  |
| ---------------- | -------- | -------- | ---- |
| Primera División | Santa Fe | Colombia | 1975 |

## Convocatorias a Selecciones
| Selección | Torneo (s)                       | Año (s) |
| --------- | -------------------------------- | ------- |
| Colombia  | Eliminatorias al Mundial de 1982 | 1981    |